# Sighinolfi (cognome)
Sighinolfi è un cognome di lingua italiana.

## Varianti
Sghinolfi, Sichinolfi, Siconolfi.

## Origine e diffusione
Il cognome è prevalentemente meridionale e modenese, con una concentrazione maggiore nel comune di Nonantola..
Potrebbe derivare dal prenome medioevale Siginolfo, di cui si trova traccia come Sigulfus o Sigenulfus a partire dall'880, affine al prenome Siccardo, rendendo così il cognome affine a Siccardi. Il cognome è formato dagli elementi di origine germanica sigu, "vittoria", e wulfa, "lupo": il significato del nome potrebbe essere "lupo vittorioso", "lupo combattente valoroso per la vittoria".
La variante Sghinolfi è emiliana; Sichinolfi e Siconolfi sono campani.

## Persone
- Cesare Sighinolfi – scultore italiano
- Nicholas Sighinolfi – pallavolista italiano